# Московская улица (Ростов-на-Дону)
Моско́вская у́лица — улица в Ростове-на-Дону с 66 известными зданиями. Расположена рядом с улицами: Темерницкая, Серафимовича, Тургеневская, Обороны, Шаумяна, Баумана и Нижнедонская, переулком Соляной спуск и Думским проездом.

## История
Московская улица была когда-то центральной улицей в городе, но затем роль главной улицы перешла от неё к Большой Садовой улице. Московская же, особенно напротив Старого базара, осталась улицей торговой, став одной из транспортных магистралей города.
На недлинной этой улице справочник 1914 года указывал гостиницу «Интернациональ» — по северной стороне улицы перед Таганрогским проспектом, частное реальное училище М. Ф. Шкитко и частную же мужскую гимназию Г. П. Беловольского — оба эти учебные заведения находились у нынешнего Газетного переулка. А все остальные — склады-магазины: по продаже семян садово-огородных культур, посуды, хрусталя, готового платья, книг и писчебумажных принадлежностей, мебели, церковной утвари, колониальных товаров и так далее.
Московская считалась одной из самых оживлённых улиц. В справочнике «Вся область войска Донского на 1899 год» говорилось:
|  | Улицы, на которых сосредоточены главным образом торговля и движение, — это Большая Садовая, Таганрогский проспект, Московская и Береговая (набережная). На Большой Садовой, Таганрогском проспекте и Московской улице находятся крупнейшие склады и лучшие магазины мануфактурных, галантерейных и колониальных товаров, земледельческих орудий, машин и прочее, банки, маклерские конторы, лучшие гостиницы, рестораны.' |

Сказывалась и непосредственная близость Старого базара, и широкая торговля в Соборном, Николаевском переулках (сейчас — проспект Семашко). Но не последней была роль торговли и на самой Московской.
Было у неё и археологическое прошлое, как считали местные историки. В «Записках Ростовского на Дону общества Историй, Древности и Природы», изданных в 1914 году, публиковалась статья «Передовая фактория Танаиса», посвящённая греческому поселению в устье реки Темерник. И в ней говорилось:
|  | ...Осталось наиболее возвышенного, доминирующего над всей местностью пункта этого древнего городища мы можем усмотреть ещё и в настоящее времяв самом конце Московской улицы — в том месте где она достигает Темерницкой долины. Замечательно, все рядом лежащие и идущие параллельно Московской... направлялись с востока на запад, имеют уклон к Темерницкой долине. Одна только Московская улица с самого своего западного конца, наоборот, повышается и потом круто обрывается к долине реки Темерник, обнаруживая в этом своем обрывистом отвесе довольно толстый культурный слой.' |

## Известные жители

Памятная доска А. Кайдановскому в Ростове-на-Дону

На Московской улице, никогда не менявшей своего названия, жил известный донской журналист Виктор Севский (Вениамин Краснушкин). Дом под номером 9, где была его квартира, сохранился и поныне. Во время Гражданской войны Вениамин Алексеевич издавал в Ростове-на-Дону журнал «Донская волна». На страницах этого издания можно было прочитать о том, что происходило не только на Дону, но и в России. Каждый номер журнала содержал массу материалов по истории казачества. В нём можно прочесть очерки об известных людях того времени — и не только лидерах Добровольческой армии.
Журналиста Вениамина Краснушкина представители новой власти, пришедшие на Дон, расстреляли в ростовской тюрьме в 1920 году. Этот факт удалось недавно подтвердить документально. Внучка известного донского журналиста проживает сейчас в Москве.
В д. 76/32, в семье отца, прошли ранние юношеские годы известного советского артиста Александра Кайдановского (1946—1995). В 2000-е годы на фасаде дома была открыта мемориальная доска артисту и режиссёру

## Фотогалерея

Здания на Московской улице
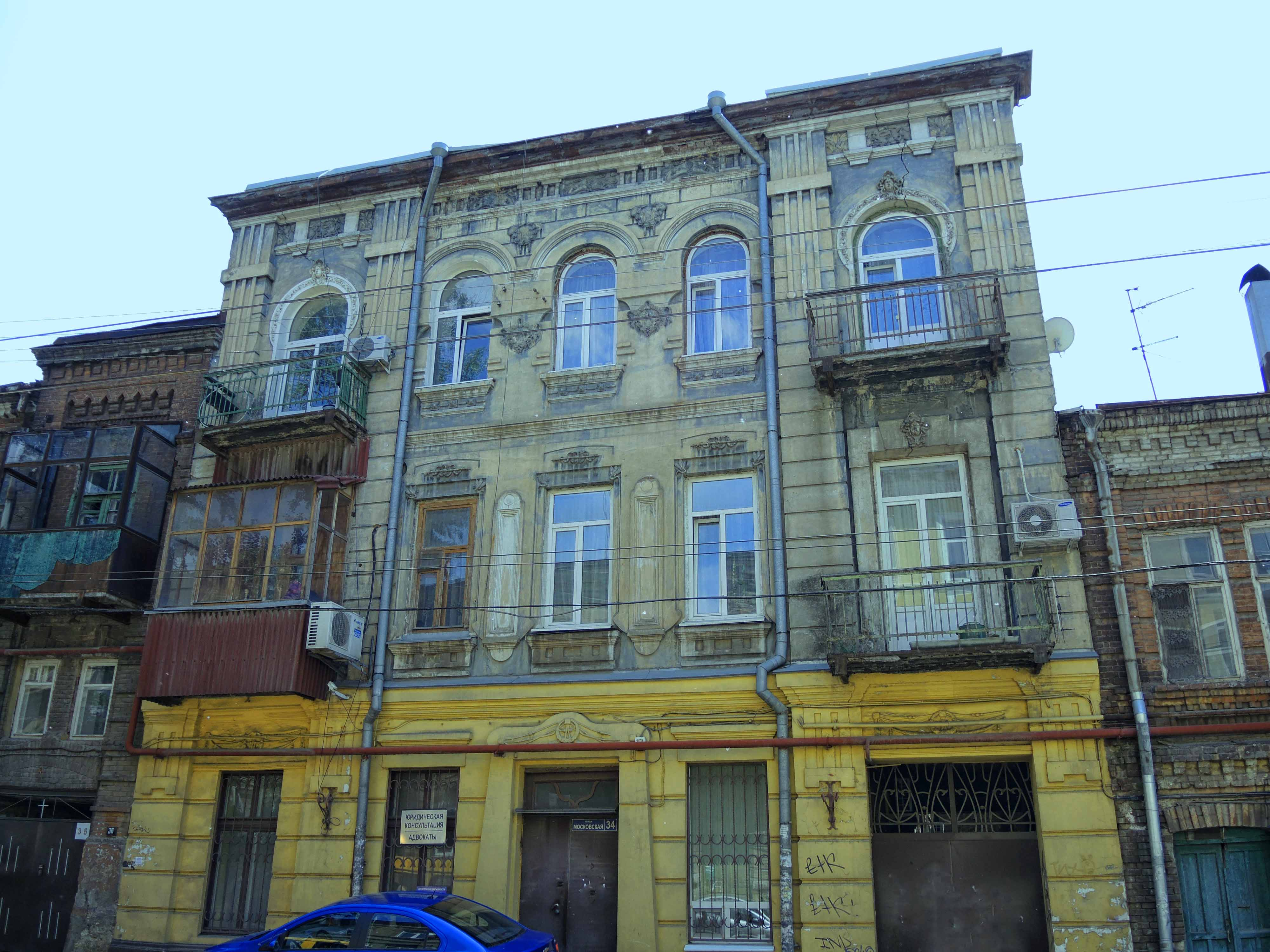
Доходный дом А. и Ю. Леванидовых на Московской улице, 34
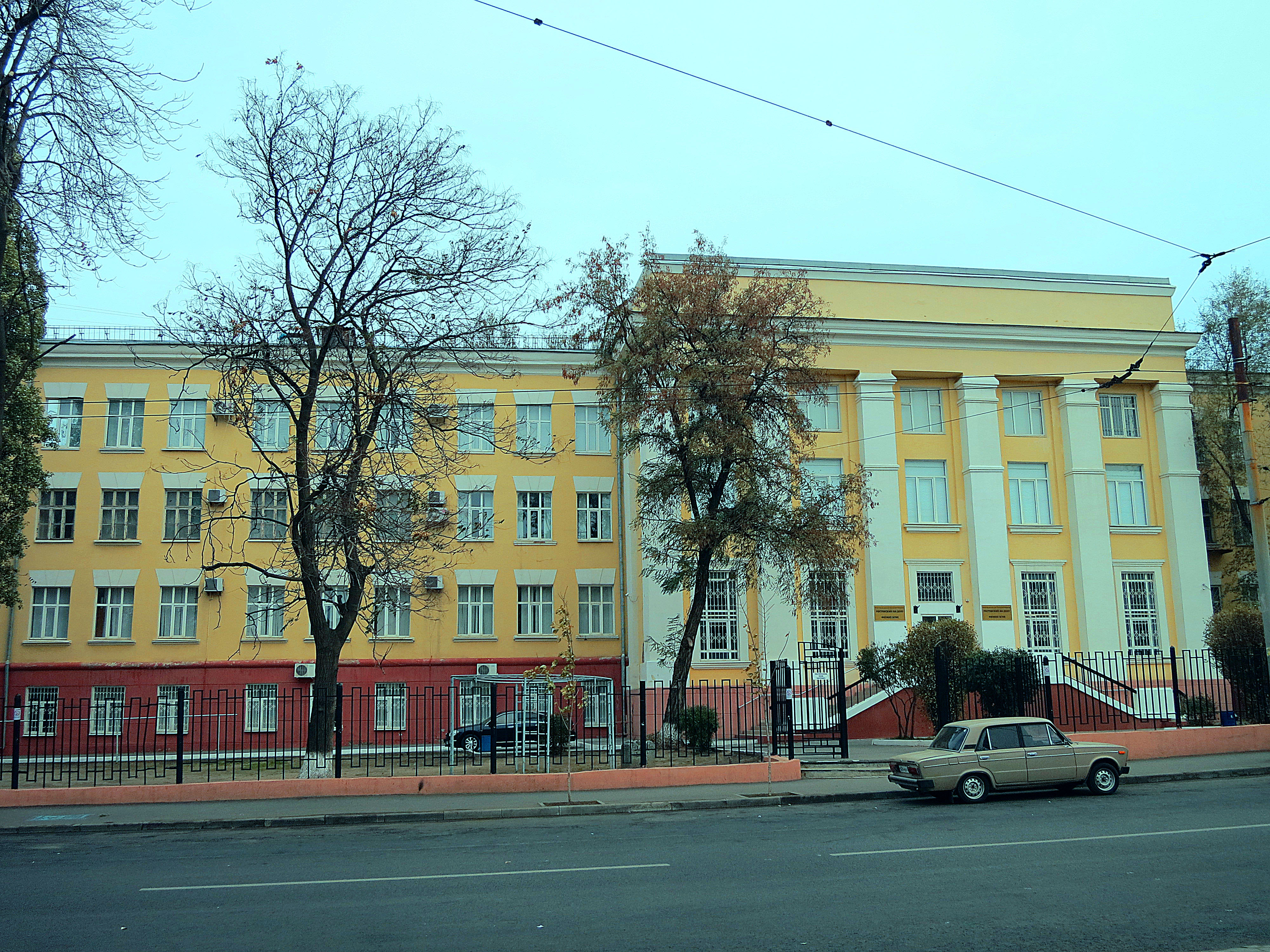
Ростовский-на-Дону техникум кино и телевидения на Московской улице, 43/26
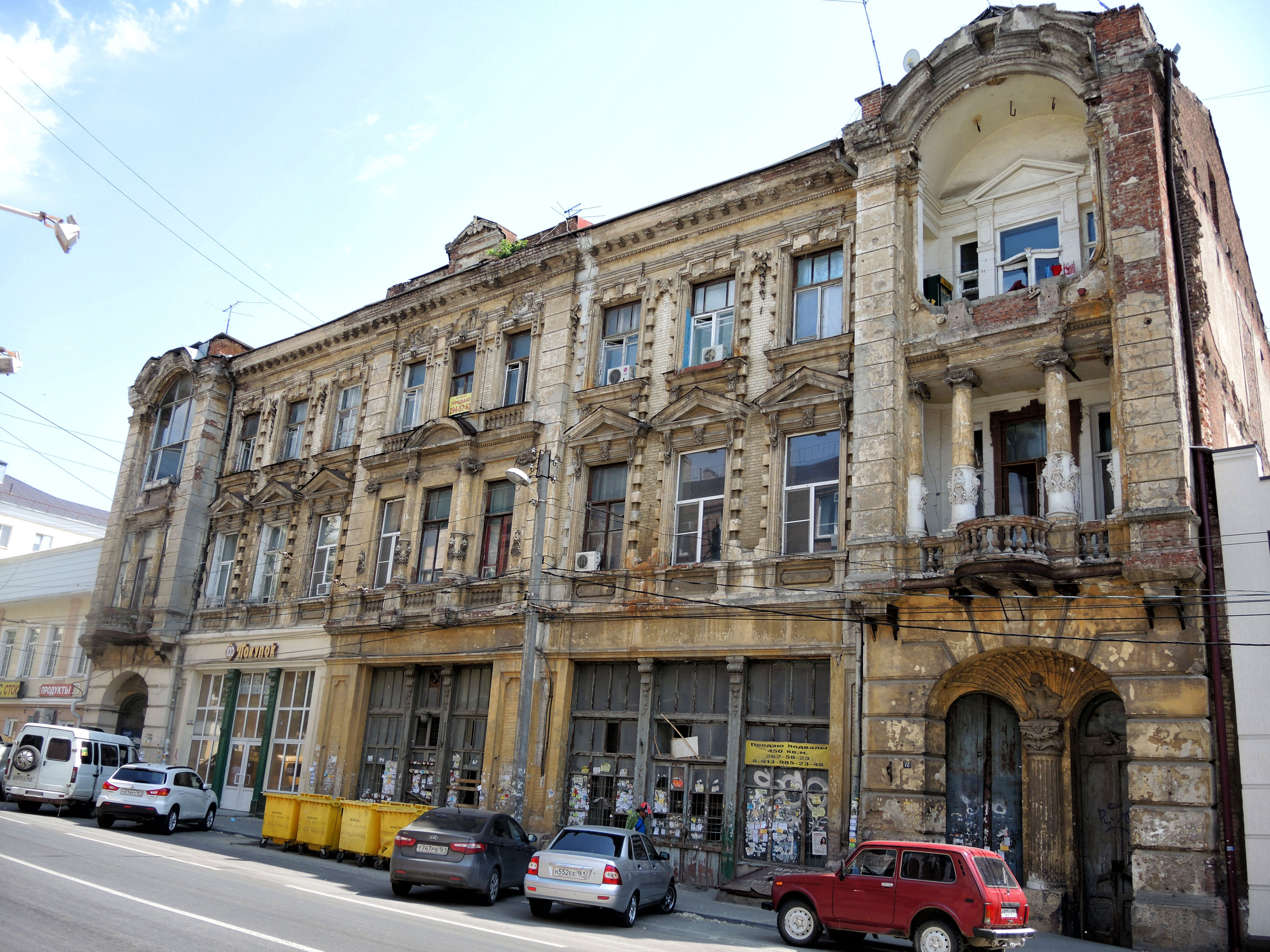
Доходный дом наследников В. Р. Максимова на Московской улице, 72/27/71, Газетный переулок/ул. Станиславского
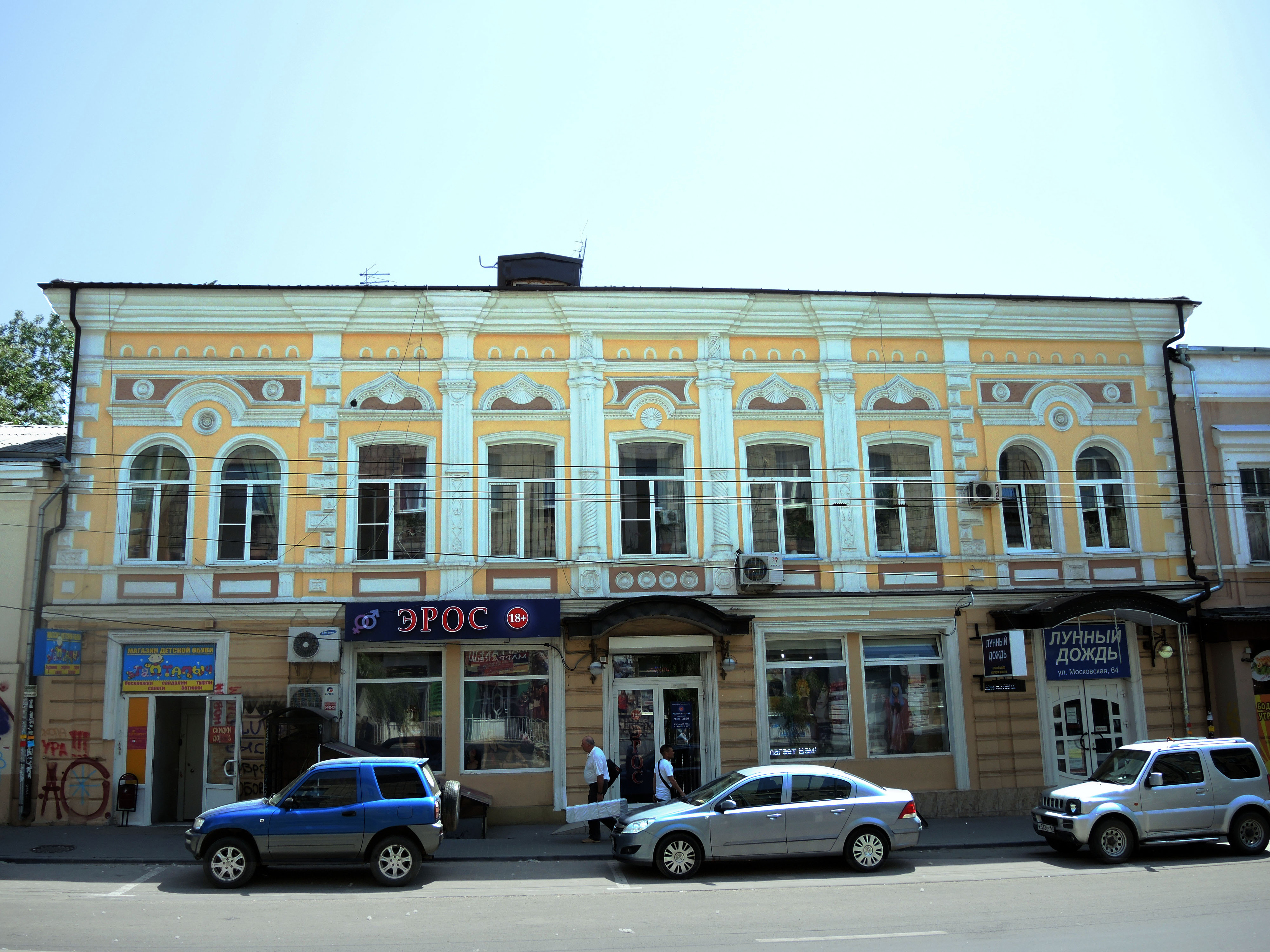
Доходный дом, кон. XIX в. на Московской улице, 64
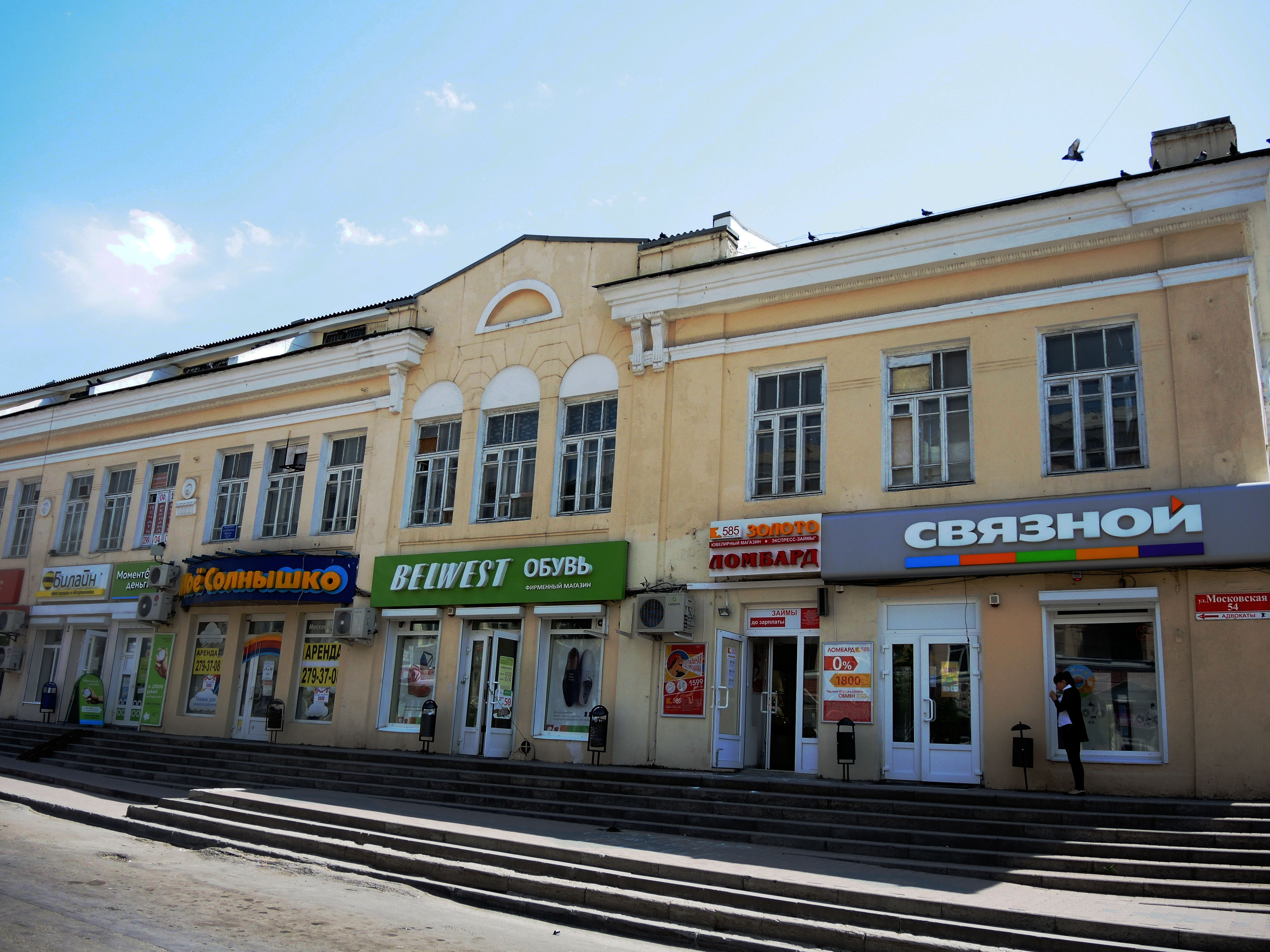
Корпус торговых рядов на Московской  улице, 52-54/49-51, улица Станиславского
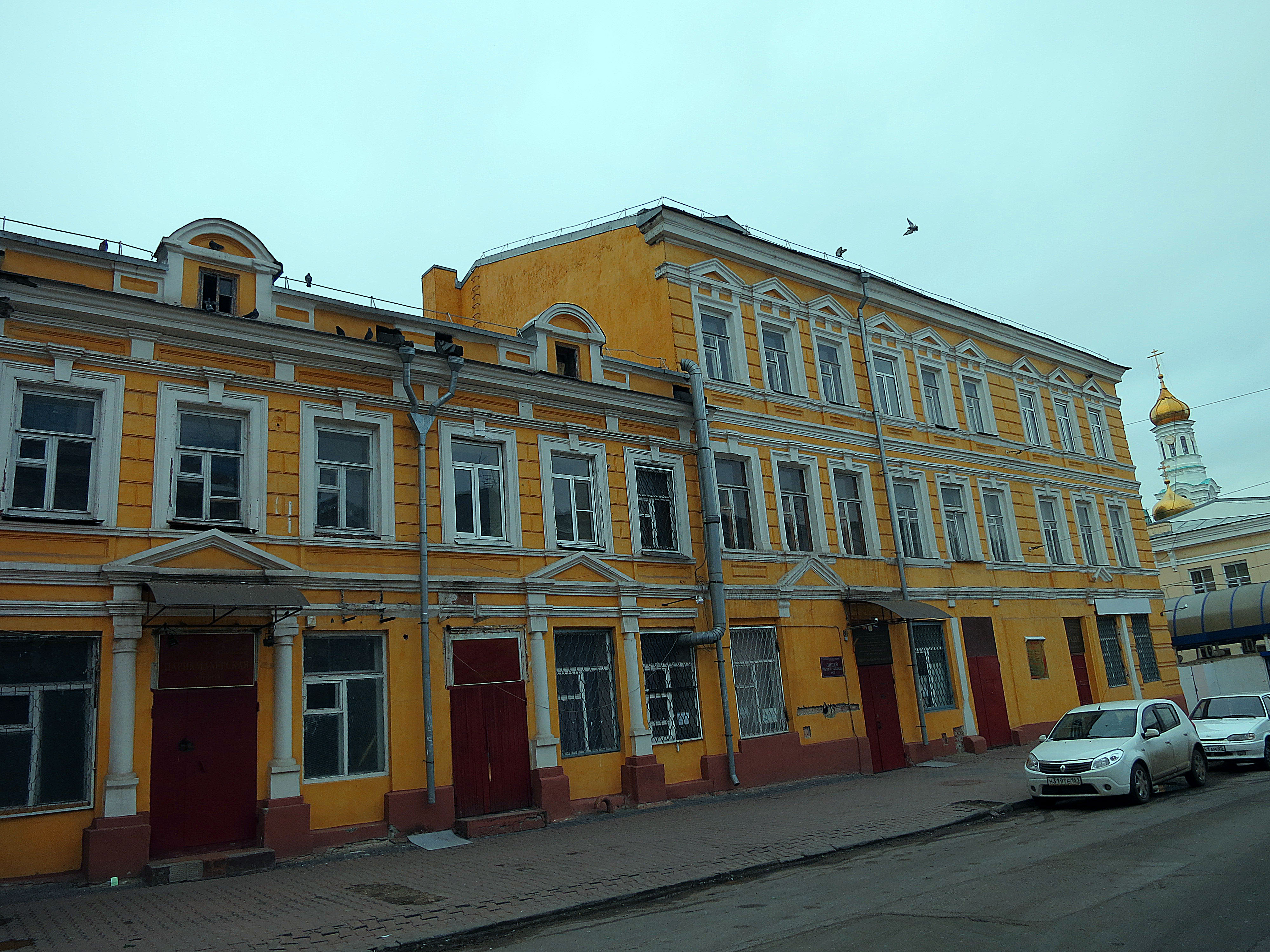
Здание городских торговых корпусов на Московской улице, 56
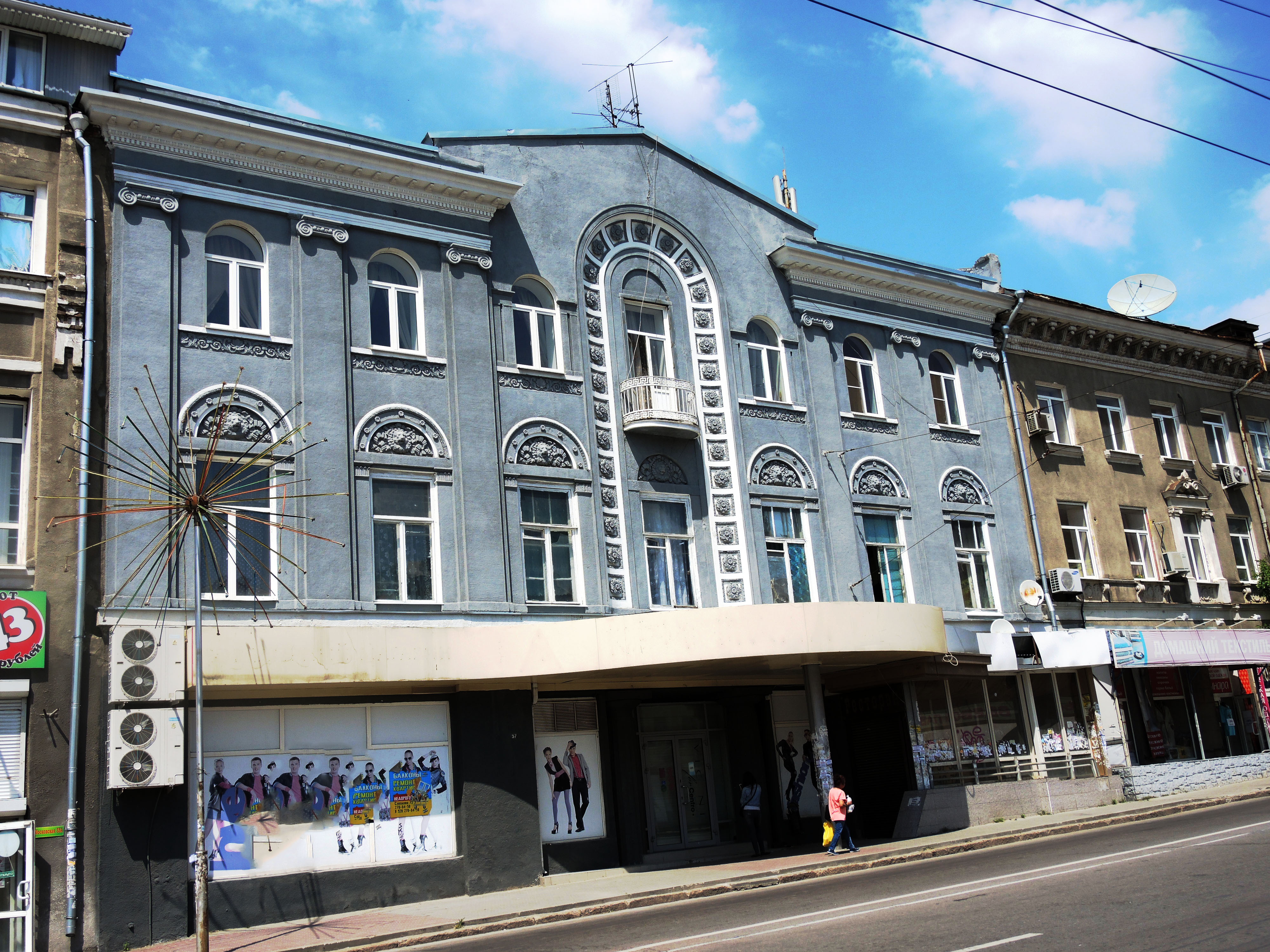
Административно-торговые здания конца 1940-х на Московской улице, 57, 59
Ворошиловский мост со старой эмблемой Ростова - на - Дону - фрагмент мозаичного панно в подземном переходе на пересечении с проспектом Будёновским (у Центрального рынка)